# Platycnemididae
Platycnemididae Jacobson e Bianchi, 1905 è una famiglia di libellule appartenente al sottordine degli Zigopteri.

## Distribuzione e habitat
La famiglia comprende oltre 400 specie diffuse nel Vecchio Mondo.

## Tassonomia
La famiglia comprende i seguenti generi: 
- Allocnemis Selys, 1863
- Arabicnemis Waterston, 1984
- Arabineura Schneider & Dumont, 1995
- Archboldargia Lieftinck, 1949
- Arrhenocnemis Lieftinck, 1933
- Asthenocnemis Lieftinck, 1949
- Caconeura Kirby, 1890
- Calicnemia Strand, 1928
- Coeliccia Kirby, 1890
- Copera Kirby, 1890
- Cyanocnemis Lieftinck, 1949
- Disparoneura Selys, 1860
- Elattoneura Cowley, 1935
- Esme Fraser, 1922
- Hylaeargia Lieftinck, 1949
- Idiocnemis Selys, 1878
- Igneocnemis Hämäläinen, 1991
- Indocnemis Laidlaw, 1917
- Lieftinckia Kimmins, 1957
- Lochmaeocnemis Lieftinck, 1949
- Macrocnemis Theischinger, Gassmann & Richards, 2015
- Matticnemis Dijkstra, 2013
- Melanoneura Fraser, 1922
- Mesocnemis Karsch, 1891
- Metacnemis Selys, 1863
- Nososticta Selys, 1860
- Onychargia Selys, 1865
- Palaiargia Förster, 1903
- Papuargia Lieftinck, 1938
- Paracnemis Martin, 1903
- Paramecocnemis Lieftinck, 1932
- Phylloneura Fraser, 1922
- Platycnemis Burmeister, 1839
- Prodasineura Cowley, 1934
- Proplatycnemis Kennedy, 1920
- Pseudocopera Fraser, 1922
- Rhyacocnemis Lieftinck, 1956
- Risiocnemis Cowley, 1934
- Salomoncnemis Lieftinck, 1987
- Spesbona Dijkstra, 2013
- Stenocnemis Karsch, 1899
- Torrenticnemis Lieftinck, 1949